# فرد كلاسن
فرد كلاسن (13 نوفمبر 1992 في المملكة المتحدة - ) (بالهولندية: Fred Klaassen)‏ هو لاعب كريكت هولندي. شارك مع منتخب هولندا للكريكت.

## وصلات خارجية
- فرد كلاسن على موقع إي آس بي آن كريك إنفو (الإنجليزية)